# Благо са језера
Благо са језера (енгл. The Treasure of the Lake) је један од два постхумно објављена романа Хенрија Рајдера Хагарда у којима се појављује Алан Квотермејн. По редоследу објављивања, то је седамнаеста од осамнаест прича о Алану Квотермејну. Роман је објављен 1926. године.

## Синопсис
Ален Квотермејн проналази село усред црног континента којим влада, човек са чудним знањем о будућим догађајима.
Аллан Куатермаин, у пратњи Хотентота Ханса, путује кроз источну обалу Африке када наилази на село којим влада човек по имену Канеке. Иако су становници овог села Арапи, Канеке није њихове расе и само се претвара да практикује њихову веру. Канеке говори Алану да је из народа Дабанда, племена које живи даље у унутрашњости кратера угашеног вулкана. Унутар овог кратера налази се свето језеро Моун, а на острву у овом језеру живи њихова пророчица или пророчиште, познато као Сенка, Енгои или Благо језера. Канеке обећава да ће он и Ален отпутовати у Моун. Канеке жели да се врати у своју домовину а Ален жели да види нове ствари.
Непосредно пре него што су кренули на своју експедицију, Арапи којима је владао Канеке окрећу се против њега и желе да га збаце и погубе, те га Ален и Ханс спасавају ноћу.
Ален, његова два домаћа ловца (позната као Том и Џери), Ханс и Канеке кренули су на своју експедицију. На путу за Моунланд Канеке показује да има невероватну моћ над животињама, у стању да наређује чак и лавовима и слоновима. Канеке тврди да многи Дабанда поседују ову особину.
Бујни кратер у којем живе Дабанде окружен је сушним пејзажом у којем живе Абанда, Дабандини смртни непријатељи. Када Алан, Ханс и њихови сапутници путују кроз земљу Абанда, откривају да ови дивљи саплеменици јуре белог човека. Спасавају човека и откривају да се зове Џон Таурус Аркл. Аркл је Енглез попут Алена и верује да је жељени муж Благог језера. Међутим, показало се да је Канеке у ствари изабрана да јој буде муж. Љубоморни Канеке покушава да убије Аркла. Бели човек тријумфује у борби прса у прса која је уследила, чинећи Канекеа да се закуне под претњом смрти да ће се одрећи своје улоге будућег мужа Сенке.
Групу, којој сада недостају Том и Џери, који су погинули у борби против Абанда - у Моунланду дочекује Кумпана, моћни и старији свештеник. Сенка се појављује у јавности пред Аркле да би показала да је он њен изабрани муж, али је Канеке напада. Сприечен бежи из Моунланда и постаје поглавица суседне Абанде, планирајући да искористи своје нове поданике да нападне Моунланд, убије Аркла и ухвати Сенку.
У међувремену, Ален и Ханс постају све свеснији језивости народа Дабанда и њихових чудних обичаја и моћи, посебно након што проведу ноћ у шуми која окружује свето језеро. Како Алан каже, „неземаљска атмосфера” тог места му је „коначно ишла на живце до те мере да се сам тамо задржао много дуже верује да би требао да полуди.”
Непосредно пре него што почне рат са Канекеом, огромна олуја избија над земљом и Дабанде и Абанда. Након тога, безнадежно бројчано надјачани Дабанда намамио је војску Абанда дубоко у шуму, где Благо Језера наређује слоновима да убију све непријатељске војнике, чиме су извојевали победу Дабанде.
Аркл се венчава са Сенком, док Ален и Ханс безбедно одлазе на Западну обалу.

## Пријем
Еверет Френклин Блеилер је описао Благо са језера као „добра авантуристичка прича, очигледно под утицајем дела Џејмса Фрејзера”.